# Playa Santa Cruz
Playa Santa Cruz is een strand in Bandabou, Curaçao, gelegen ten zuiden van de plaats Lagun. Het is een breed zandstrand. Er zijn strandhutten aanwezig. Er is een snackbar die onregelmatig in het weekend geopend is.
In de nabijheid van Playa Santa Cruz bevindt zich het park Hòfi Mango.
Baya Beach · Blauwbaai · Daaibooi · Grote Knip · Jan Thielbaai* · Kleine Knip · Kokomo Beach · Playa Cas Abao* · Playa Fòrti · Playa Gipy · Playa Jeremi · Playa Kalki · Playa Kanoa · Playa Lagun · Playa Porto Marie · Playa Santa Cruz · Santa Barbara Beach* · Seaquarium Beach*

* privéstranden